# Schörgenbach
Der Schörgenbach ist ein 13 km langer Zufluss der Mittleren Isar nördlich von München. Er beginnt als Nudelgraben gemeinsam mit der Goldach am Ismaninger Speichersee auf Höhe der Westgrenze des dortigen BMW-Messgeländes. Nach einer nordwärts gerichteten Fließstrecke von rund zwei Kilometern durch das Unterföhringer Moos wendet sich der Bach nach Westen, unterquert die Bundesstraße 388 nahe dem Ismaninger Gewerbegebiet Lenzenfleck und tritt westlich von Fischerhäuser in die Isarauen ein. Dort läuft er als Auengewässer parallel zur Isar. Er mündet in sie unmittelbar südlich der Brücke der Kreisstraße FS 44 (Hallbergmoos – Neufahrn).
Der Schörgenbach liegt im FFH-Gebiet „Gräben und Niedermoorreste im Erdinger Moos“ und ist im entsprechenden Gebietskonzept als Lebensraum der Helm-Azurjungfer benannt. Im Bereich der Isarauen siedelten sich am Schörgenbach auch Biber an und ließen ihn wegen der besonderen Bodenverhältnisse streckenweise völlig trockenfallen.